# En attendant Cousteau
En attendant Cousteau, pubblicato anche con il titolo inglese Waiting for Cousteau, è il nono album in studio di Jean-Michel Jarre, pubblicato nel 1990 dalla Disques Dreyfus.

## Descrizione
En attendant Cousteau è dedicato al regista francese Jacques-Yves Cousteau ed è stato pubblicato l'11 giugno 1990, nel giorno del suo 80º compleanno. Il titolo è una citazione della commedia Aspettando Godot di Samuel Beckett.
I due terzi della durata complessiva del CD sono occupati dalla title-track, che da sola supera i tre quarti d'ora di lunghezza. Tale brano, una composizione in stile ambient, è una versione rivisitata della musica che Jarre aveva precedentemente inciso per Concert d'Images, una mostra di fotografie provenienti da alcuni suoi concerti. Originariamente, il compositore voleva usare il brano come CD promo, ma successivamente questo piano venne abbandonato. Il primo promo dell'album doveva chiamarsi Cousteau sur la plage ("Cousteau in spiaggia"), ma fu poi rinominato poiché Cousteau stesso considerava le spiagge come "disastri ambientali". Jarre utilizzò poi un'ulteriore versione del brano come sottofondo ambient nelle ore precedenti il suo concerto a La Défense di Parigi e durante le sue esibizioni successive, diffuso da tutti i sistemi di sonorizzazione pubblici, sparsi in tutta Parigi nelle ore precedenti il concerto.

## Tracce
Nelle versioni in vinile e in audiocassetta la durata del brano fu ridotta a soli 20 minuti in quanto mancava lo spazio materiale per incidere la traccia nella sua lunghezza originale.
1. Calypso – 8:24
2. Calypso Part 2 – 7:10
3. Calypso Part 3 (Fin de siècle) – 6:28
4. Waiting for Cousteau – 46:55

## Musicisti
- Jean-Michel Jarre – tastiere, sintetizzatori
- The Amoco Renegades – steel pan
- Guy Delacroix – basso
- Christophe Deschamps – batteria
- Michel Geiss – tastiere
- Dominique Perrier – tastiere